# JFA 全日本U-15フットサル選手権大会
JFA 全日本U-15フットサル選手権大会は、日本サッカー協会が主催する、日本の中学生年代のフットサル全国大会である。毎年1月に開催される。
2017年まで全日本ユース(U-15)フットサル大会として開催されてきたが、2017年11月1日に日本サッカー協会 (JFA) が発表した「JFAブランディング」の一環としてJFA主催の2018年以降全ての大会名称に "JFA" の文字を加えること、全ての育成年代の大会表記を「全日本U-○○大会」に統一すること から、現在の大会名となっている。

## 会場
| 年              | 会場                   |
| --------------- | ---------------------- |
| 1997年 - 1999年 | 大阪市中央体育館       |
| 2000年          | マツダ体育館           |
| 2001年 - 2007年 | 大阪市中央体育館       |
| 2008年 - 2010年 | 北九州市立総合体育館   |
| 2011年 - 2012年 | 岐阜メモリアルセンター |
| 2013年 - 2014年 | 三重県営サンアリーナ   |
| 2015年 -        | スカイホール豊田       |

## 過去の開催実績
| 回 | 開催年 | 優勝チーム                             | スコア | 準優勝チーム                           |
| -- | ------ | -------------------------------------- | ------ | -------------------------------------- |
| 1  | 1996年 |                                        |        |                                        |
| 2  | 1997年 |                                        |        |                                        |
| 3  | 1998年 |                                        |        |                                        |
| 4  | 1999年 |                                        |        |                                        |
| 5  | 2000年 |                                        |        |                                        |
| 6  | 2001年 | 国見中学校サッカー部（長崎県）         | 7-1    | ロク・フットボルクラブ（埼玉県）       |
| 7  | 2002年 | コンサドーレ札幌ユースU-15（北海道）   | 2-1    | ＵＦＣ・ＵＢ(富山県）                  |
| 8  | 2003年 | FCジョカトーレ関（岐阜県）             | 5-2    | 泉クラブU-15ジュニアユース（石川県）   |
| 9  | 2004年 | VALOR京ヶ瀬 (新潟県)                   | 6-4    | ロク・フットボールクラブ (埼玉県)      |
| 10 | 2005年 | MALVA MITO FC (茨城県)                 | 7-4    | 名護市立大宮中学校 (沖縄県)            |
| 11 | 2006年 | 大分トリニータU-15（大分県）           | 3-2    | 札幌ジュニアFCユースU-15 (北海道)      |
| 12 | 2007年 | FCクラッキス松戸（千葉県）             | 6-2    | FC湘南ジュニアユース（神奈川県）       |
| 13 | 2008年 | スプレッド・イーグルFC函館（北海道）   | 4-3    | 大分トリニータU-15（大分県）           |
| 14 | 2009年 | 長岡JYFC（新潟県）                     | 9-5    | SSCヴェローチェ盛岡 JY（岩手県）       |
| 15 | 2010年 | アスペガスフットボールクラブ（奈良県） | 9-8    | 長岡JYFC（新潟県）                     |
| 16 | 2011年 | 三井千葉SC（千葉県）                   | 7-4    | FCクラッキス松戸（千葉県）             |
| 17 | 2012年 | スプレッド・イーグルFC函館（北海道）   | 9-5    | FC.アルマ大垣U-15（岐阜県）            |
| 18 | 2013年 | 長岡JYFC（新潟県）                     | 8-4    | FCクラッキス松戸（千葉県）             |
| 19 | 2014年 | FC五十嵐ジュニアユース（新潟県）       | 3-2    | コンサドーレ旭川U-15（北海道）         |
| 20 | 2015年 | 長岡JYFC ボルボレッタ（新潟県）        | 5-1    | ブリンカールFC U-15（愛知県）          |
| 21 | 2016年 | 長岡JYFC（新潟県）                     | 6-2    | ASC北海道 U-15（北海道）               |
| 22 | 2017年 | 長岡JYFC U-15（新潟県）                | 5-4    | ASC北海道 U-15（北海道）               |
| 23 | 2018年 | ブリンカールFC（愛知県）               | 10-5   | 長岡JYFC（新潟県）                     |
| 24 | 2019年 | ブリンカールFC（愛知県）               | 6-4    | 高知中学校（高知県）                   |
| 25 | 2020年 | シズナンFC（静岡県）                   | 3-2    | スリーエスジュニアユース（北海道）     |
| 26 | 2021年 | ブリンカールFC（愛知県）               | 3-2    | フウガドールすみだウイングス（東京都） |
| 27 | 2022年 | 北海道コンサドーレ旭川                 |        | 東急SレイエスFC                        |
| 28 | 2023   | フウガドールすみだウイングス           |        | 高知中                                 |
| 29 | 2024   | 翼SCレインボー垂井U-15                 | 3-2    | FCブリンカール安城                     |
| 30 | 2025   | 長岡JYFC U-15（新潟県）                | 7-0    | 翼SCレインボー垂井U-15                 |